# Neoathyreus latidorsalis
Neoathyreus latidorsalis är en skalbaggsart som beskrevs av Henry Fuller Howden 1985. Neoathyreus latidorsalis ingår i släktet Neoathyreus och familjen Bolboceratidae. Inga underarter finns listade i Catalogue of Life.